# Leezam
 (juillet 2024).
Leezam est une maison d'édition qui aura été pendant deux ans, de février 2009 à janvier 2011, pionnière dans le tout nouveau marché de l'édition numérique.

## Projet
Le projet Leezam avait pour but de produire des contenus éditoriaux adaptés à la lecture sur liseuses, smartphones et tablettes. Considérant que la lecture sur écran pouvait induire une lecture plus courte, c'était l'occasion de publier des séries à lire en numérique, des feuilletons ou encore des recueils de nouvelles.
En juin 2009, Leezam proposa La Toile, la 1re série à lire en numérique composée de 9 épisodes.
En octobre 2009, Leezam lança une collection de nouvelles inédites à lire en version numérique. On y découvrit notamment :
- Le sens du but 1 & 2 - nouvelles footballistiques de Frédéric Scola
- Tournée générale - nouvelle de Sébastien Bellon

En novembre 2009, Leezam publia sous la forme d'une application iPhone un extrait du roman de Guillaume Musso Que serais-je sans toi ?

## 2010
En septembre 2010, Leezam lance la première e-librairie sur 100 % des smartphones : grâce à une application iPhone / iPod Touch téléchargeable gratuitement sur l'AppStore et un site webmobile pour tous les autres smartphones tels que BlackBerry, HTC, Nokia, Samsung, etc. 
Ainsi, Leezam avait développé un service sur tous les smartphones, quel que soit le système d'exploitation :Android et Symbian OS compris.

## Auteurs Leezam
- Astrid Monet - Reine(s) - Un recueil de nouvelles sur le thèmes de l'engagement.
- Frédéric Scola - Le sens du but 1 & 2, deux nouvelles consacrées à l'univers du football.
- Florian Lafani - La Toile, un roman policier en neuf épisodes.
- Élizabeth Herrgott - L'effervescense des sens, un recueil de cinq nouvelles consacrées successivement à La Vue, L'Ouïe, L'Odorat, Le Goût, Le Toucher.
- Fanch Guillemin - Nouvelles magiques d'Afrique et d'Amérique, un recueil en cinq nouvelles.
- Michel Alençon, de son vrai nom Jacques Ovion, lauréat du concours de Noël avec Le Christmas pudding disparu.
- Sébastien Bellon - Tournée générale.

### Que deviennent les auteurs?
- Outre le désormais célèbre Guillaume Musso, Michel Alençon avait brillé sous son vrai nom au jeu de reversi, et, surtout, Florian Lafani a coécrit avec Gautier Renault un premier roman intitulé Une Partie en Enfer, publié aux Editions First en mars 2010. Ce roman est un thriller sur le thème des nouvelles addictions aux jeux en ligne. Il publie un second roman, toujours en collaboration avec Gautier Renault, intitulé Trouble[s], publié en numérique en mars 2014 par les Editions de l'épée et en version papier par Le Livre de Poche / Hachette en juin 2014.